# East Jordan
East Jordan – miasto w Stanach Zjednoczonych, w stanie Michigan, w hrabstwie Charlevoix.